# Bruno Ibeh
Bruno Ibeh (Owerri, Nigeria; 15 de abril de 1995), es un exfutbolista nigeriano que jugaba cómo centrocampista.

## Trayectoria

### Juveniles
Llegó al Club Nacional de Football en enero de 2015, recomendado por unos ojeadores del Manchester City. Lo probaron y se quedó en el club. Fue integrado a Tercera división pero al mes y medio sufrió una rotura de meniscos. Nacional consiguió el Campeonato Uruguayo de Tercera división de la temporada 2014/15 luego de vencer a River Plate 2 a 0 en una final.
Para la temporada 2015/16 asumió como técnico del plantel absoluto Gustavo Munúa, y ascendió a Bruno al primer equipo para realizar la pretemporada. El 11 de julio fue rapado por Diego Arismendi, continuando el ritual que se le hace a los nuevos juveniles.
Debutó en el equipo el 18 de julio de 2015 en un partido amistoso contra Estudiantes de La Plata en Paysandú, ingresó para comenzar el segundo tiempo por Gonzalo Porras, ganaron 1 a 0 con gol de Marcio Benítez y consiguieron la Copa Ciudad de Paysandú, la recibió el capitán Iván Alonso pero se la dio a Bruno inmediatamente para que la disfrute. Además en el encuentro se recordó al campeón mundial Alcides Ghiggia, que había fallecido 2 días antes, se retiró la camiseta número 7, fue colocada en el medio del campo y se realizó el minuto de silencio.
Como no iba a ser tenido en cuenta en el primer equipo tricolor, fue cedido por un año a Torque, para jugar en la segunda división uruguaya.

### Club Atlético Torque
Debutó como profesional el 8 de noviembre de 2015 en la fecha 3 del Campeonato Uruguayo de Segunda División 2015-16, fue titular con la camiseta número 17 y derrotaron 4 a 1 a Atenas, fue el primer triunfo del equipo en el torneo.
Tuvo una buena participación, ya que disputó 16 partidos, pero no lograron el ascenso.
Para la siguiente temporada, renovaron el préstamo y jugó el Campeonato Especial.
Quedó libre de Nacional y a principios de 2017 se integró a la pretemporada de Sud América, a prueba.

## Estadísticas

### Clubes
Actualizado al 18 de septiembre de 2016.
| Club             | Div.          | Temporada     | Liga  | Liga  | Copas nacionales | Copas nacionales | Torneos internacionales | Torneos internacionales | Total | Total |
| Club             | Div.          | Temporada     | Part. | Goles | Part.            | Goles            | Part.                   | Goles                   | Part. | Goles |
| ---------------- | ------------- | ------------- | ----- | ----- | ---------------- | ---------------- | ----------------------- | ----------------------- | ----- | ----- |
| Torque · Uruguay | 2ª            | 2015/16       | 16    | 0     | -                | -                | -                       | -                       | 16    | 0     |
| Torque · Uruguay | 2ª            | 2016          | 1     | 0     | -                | -                | -                       | -                       | 1     | 0     |
| Torque · Uruguay | Total club    | Total club    | 17    | 0     | 0                | 0                | 0                       | 0                       | 17    | 0     |
| Total carrera    | Total carrera | Total carrera | 17    | 0     | 0                | 0                | 0                       | 0                       | 17    | 0     |

## Palmarés

### Títulos amistosos
| Competición             | Equipo   | País    | Año  |
| ----------------------- | -------- | ------- | ---- |
| Copa Ciudad de Paysandú | Nacional | Uruguay | 2015 |

### Otras distinciones
- Campeonato Uruguayo de Tercera División: 2014/15